# Aspartato cinasa
La enzima aspartato cinasa EC 2.7.2.4 cataliza la reacción de transferencia de un grupo de fosfato desde el ATP al L-aspartato.
ATP + L-aspartato {\displaystyle \rightleftharpoons } ADP + 4-fosfo-L-aspartato
Las bacterias, plantas y hongos metabolizan ácido aspártico para producir cuatro aminoácidos - lisina, treonina, metionina e isoleucina - en una serie de reacciones conocida como la ruta del aspartato. Adicionalmente, se producen algunos metabolitos importantes por estas reacciones, como el ácido diaminopimélico (un componente esencial en la biosíntesis de la pared celular de las bacterias) y el ácido dipicolínico (que participa en la esporulación de las bacterias gram-positivas.
Los miembros del reino animal no poseen esta ruta y, por tanto, deben adquirir estos aminoácidos esenciales a través de su dieta. La investigación en mejorar el flujo metabólico a través de esta ruta tiene el potencial de incrementar el rendimiento en aminoácidos esenciales en cultivos importantes, y por tanto incrementando su valor nutricional. Adicionalmente, ya que estas enzimas no están presentes en los animales, sus inhibidores son objetivos prometedores para el desarrollo de nuevos antibióticos y herbicidas.
La aspartato cinasa (AK) cataliza la primera reacción de la ruta del aspartato; la fosforilación del aspartato. El producto de esta reacción puede entonces ser usado en la biosíntesis de la lisina o en la ruta que conduce a la homoserina, que participa en la síntesis de la treonina, isoleucina y metionina.
En las bacterias hay tres isozimas de la aspartato cinasa que difieren en sensividad a la represión e inhibición por la Lys, Met y Thr. AK1 y AK2 son enzimas bifuncionales que consisten en un dominio N-terminal aspartato cinasa y un dominio C-terminal homoserina deshidrogenasa. AK1 participa en la biosíntesis de la treonina y AK2 en la de la metionina. La tercera isozima AK3 es monofuncional y participa en la síntesis de la lisina. En las archaeas y plantas hay una sola isozima que en las plantas es multifuncional.

## Enlaces
NiceZyme (en inglés).
Estructuras 3-D PROSITE (en inglés).
- Datos: Q1114116
- Multimedia: Aspartokinase / Q1114116